# 最上広域農道
最上広域農道（もがみこういきのうどう）は、山形県最上郡鮭川村川口の国道458号交差点から新庄市昭和の山形県道319号赤坂真室川線交差点まで、および真室川町野々村の山形県道319号赤坂真室川線交差点から金山町凝山の山形県道320号仁田山平岡線交差点までを結ぶ広域農道である。2006年7月に全面開通した。
新庄市昭和以南の南側区間は、真室川町中心部から新庄市の中心部へ向かういくつかのルートを横断しており、この農道を使うことで、ルートの複数化が図れる他、並行して走る山形県道35号真室川鮭川線が、昔からある道で、所々狭少であり、急勾配区間や集落を縫う区間があるなど、自動車での通行に多少難がある道路であるが、そのバイパス路として活用できる。南側区間が川口まで全通すれば、国道458号を通って、比較的平易な道で新庄市升形を通って国道47号長坂交差点に到る。一方、真室川町野々村以北の北側区間は、真室川町東部の丘陵地帯を3/4周するルートであり、これといったバイパス効果はない。
ほとんどすべての区間は山間地を縫っており、信号はまったくない。

## 交差・接続する主な道路
- 国道458号
- 山形県道308号曲川新庄線
- 山形県道58号新庄鮭川戸沢線
- 山形県道319号赤坂真室川線
- 国道344号
- 山形県道324号平岡日当線
- 山形県道320号仁田山平岡線

## 沿線に存在する主な施設
- エコパーク
- 鮭川村立牛潜小学校
- 花笠観光資源センター
- 梅里苑